# أنطون ستاخ
أنطون ستاخ (مواليد 15 نوفمبر 1998) هو لاعب كرة قدم ألماني يلعب في مركز خط الوسط في نادي ماينتس 05.